# هيرمان فريزر
هيرمان فريزر (بالإنجليزية: Herman Frazier)‏ هو عداء سريع أمريكي، ولد في 29 أكتوبر 1954 في فيلادلفيا في الولايات المتحدة.

## وصلات خارجية
- هيرمان فريزر على موقع الاتحاد الدولي لألعاب القوى (الإنجليزية)
- هيرمان فريزر على موقع أوليمبيديا (الإنجليزية)